# Anthony Bourdain
Anthony Michael Bourdain (New York, 25. lipnja 1956. — Kaysersberg-Vignoble, Francuska 8. lipnja 2018.) bio je poznati američki kuhar, pisac i televizijska zvijezda, jedan od najboljih svjetskih šefova kuhinje. Televizijsku je slavu stekao serijalom o kuhanju i svjetskim restoranima Anthony Bourdain: No Reservations u sklopu čega je posjetio i Hrvatsku 2012. godine. Bio je poznat po duhovitosti, cinizmu, stilu, inteligentnoj zlobi i beskompromisnoj kritici.
Rođen je u New Yorku. Francuskoga je porijekla. Otac mu je bio katolik, a majka Židovka, ali nije odgajan u vjeri. Želju za kuhanjem je dobio još u djetinjstvu, kada je prvi put probao kamenice na ribarskom čamcu.
Njegovo školovanje počinje u školi Dwight-Englewood, u kojoj je i maturirao 1973. godine. Zatim upisuje koledž Vassar, ali poslije dvije godine odustaje. U isto vrijeme radio je u restoranu morske hrane u Provincetownu u Massachusettsu. Odlučio je nastaviti svoje školovanje i završava Američki kulinarski institut (engl. the Culinary Institute od America) u New Yorku 1978. godine.

## Objavljene knjige
- Dosje kuhinja  (Confidential : Adventures in the Culinary Underbelly) iz 2000. godine. Ovo djelo ga je najviše proslavilo i proglašeno je bestselerom New York Timesa.
- Kuharovo putovanje (A Cook's Tour) iz 2001. godine, još jedan bestseler New York Timesa. U ovoj knjizi prikazao je svoja iskustva s hranom i prirodnim ljepotama zemalja koje je obišao.
- Opaki zalogaji (The Nasty Bits) iz 2006. godine. Ova knjiga predstavlja nastavak prethodne i prikazuje hranu koja se može lako pripremiti, također proglašena bestselerom.[3]
- Sirove slasti: Krvavi obračun u svijetu jela i kuhara (Medium Raw : A Bloody Valentine to the World of Food and the People Who Cook), njegova posljednja knjiga objavljena 2010. godine. Predstavlja nastavak knjige Dosje kuhinja.

## Smrt
Anthony Bourdain se nalazio u Francuskoj, gdje je radio na novoj epizodi svoje serije na CNN-u. Njegov bliski prijatelj pronašao je njegovo beživotno tijelo u hotelskoj sobi. Izvršio je samoubojstvo.